# Партия умеренного прогресса в рамках закона
Партия умеренного прогресса в рамках закона (чеш. Strana mírného pokroku v mezích zákona (SMPVMZ), нем. Partei für gemäßigten Fortschritt in den Schranken der Gesetze (PFGFIDSDG)) — шуточная политическая партия из Цислейтании (Австро-Венгрия), образованная в 1911 году под руководством писателя Ярослава Гашека (в то время — богемного анархиста), представляла собой пародию на избирательную кампанию в австрийский рейхсрат. После Первой мировой войны в 1921 году ненадолго возобновляла существование в Чехословакии.

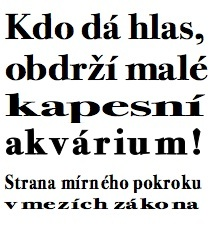
Предвыборный плакат Партии умеренного прогресса в рамках закона: «Каждый избиратель получит карманный аквариум»

## История

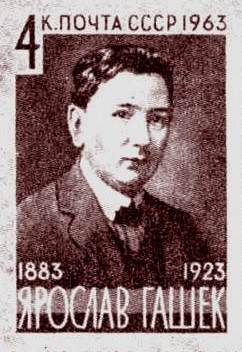
Основатель партии, Ярослав Гашек, на почтовой марке СССР

### Основание
По словам председателя партии Гашека, партия была основана в 1904 году в пражском районе Королевских виноградников (Винограды), в расположенном там ресторане «Золотой литр» (чеш. Zlatý litr). Кроме него, на её учреждении присутствовали писатель Франтишек Лангер и чиновник из пражского техникума Эдуард Дробилек, автор идеи и впоследствии партийный казначей.
Название партии является ссылкой на императорский рескрипт от 12 сентября 1871 года, когда в Богемский Сейм были приглашены представители чешских политических сил, действующих «в духе умеренности и примирения в рамках закона». Актуальной причиной для такого названия партии было, вероятно, чрезмерно приспособленческое поведение Чешской социал-демократической партии.
Лозунгом партии стала аббревиатура «SRK», официально расшифровывавшаяся как «солидарность, справедливость и товарищество» (нем. Solidarität, Recht und Kameradschaft), а на практике — сливовица, ром и контушовка.
Партия росла медленно. На 14 декабря 1904 года членами партии были только восемь человек. Впоследствии в неё вступили некоторые адвокаты и врачи и многочисленные представители культурной жизни в Праге, в том числе журналист и издатель-анархист Антонин Бучек (временный секретарь партии), сатирик и художник-анархист Франтишек Геллнер, писатель-сатирик Карел Томан, Йозеф Мах, Густав Р. Опоченский, Луи Крикава и Йозеф Скружны, поэт-анархист Иосиф Розенцвейг Мойр, журналисты Карел Пелант и Карел Рыпачек, иллюстратор Йозеф Лада, танцовщик балета Франц Вагнер, а также предполагаемый «герой македонского восстания» и самопровозглашенный «воевода» Ян Климеш (чеш. Klimeš).
До 1911 года партия, по-видимому, не вела как таковую политическую общественную деятельность. Однако есть публикации, указывающие, что состоялись многочисленные пропагандистские поездки членов партии в различные регионы монархии. Поездки, описанные партийными лидерами как «апостольские миссии», прошли по территории Моравии, Нижней Австрии, Венгрии, Хорватии, Штирии, Верхней Австрии, Чехии и в Вену. Поскольку эти поездки имеют большое сходство с регулярными бродячими путешествиями Гашека в 1900 годах («Čundr»), можно предположить, что это были его мистификации.
Вместе с тем, как раз в это время Гашек был анархо-синдикалистским агитатором (участвовал в акциях и демонстрациях, выступал на собраниях, распространял брошюры Кропоткина, читал лекции по политической географии, развозил по шахтам северочешского бассейна газеты и пачки листовок) и сотрудничал в анархистских изданиях («Омладина», «Комуна», «Худяс»). В 1907 году его арестовали как провокатора за срыв предвыборного митинга кандидата от Клерикальной партии Вацлава Мыслица. А после 1 мая того же года писатель был приговорён к одному месяцу тюрьмы за организацию «сборища», «нанесение травм и призыв к нападению на стража порядка». Поэтому некоторые учёные склонны причислять партию к «организации-прикрытию» (нем. Tarnorganisation) для анархистской деятельности.

### Избирательная кампания 1911 года
8 апреля 1911 года, после роспуска старого Императорского совета, министром внутренних дел была установлена дата всеобщих выборов депутатов 21-й сессии австрийской Палаты депутатов — 13 июня 1911 года. Через несколько дней в штабе новой партии — ресторане «Коровник» («Kravin») — исполнительный комитет Партии умеренного прогресса в рамках закона объявил об участии своих кандидатов в избирательной кампании. В то же время был опубликован «Манифест к чешской нации», в котором раскрывалась партийная догма «умеренного прогресса»:

Прежде чем ты попал под власть Габсбургов, должны были появиться на свет Пршемысловичи, Ягеллоны, Люксембурги, и только впоследствии, через века, ты очутился под владычеством Габсбургов. Точно так же и мост Сватоплука построен не за одну ночь, а Сватоплук Чех сначала должен был родиться, стать известным поэтом и умереть, потом уже провели благоустройство береговых участков и только после этого построили мост Сватоплука Чеха.

Манифест начинался с констатации того, что после открытия Америки Христофором Колумбом, «чехом из Генуёвиц», прогресс в ней развивался умеренно и в рамках закона:

Затем понадобилось лишь истребить индейцев, ввести рабство и так повсюду вводить прогресс, полегоньку, не спеша, и в конечном итоге мы видим, что несколько столетий спустя Эдисону удалось изобрести фонограф. Не отправься Колумб в Америку, не решись он вообще на свою туристическую поездку, индейцы продолжали бы драться друг с другом, у нас не было бы даже фонографа, а у вышеназванного государства — такого источника доходов, как табачная монополия, у простого люда в деревне не было бы его картофельных клёцек, мы не знали бы картофеля и самогонки из него, короче, пришел бы конец благоденствию.

В числе прочих под манифестом стояли подписи ведущих чешских левых социал-демократов Эмануэля Шкатулы и Богумира Шмераля, позднее они стали одними из основателей Коммунистической партии Чехословакии.
Предвыборная программа кандидата от избирательного округа Винограды, Ярослава Гашека, состояла из 7 пунктов:
- Повторное введение рабства.
- Национализация сторожей («таким же образом, как и в России […], где каждый сторож также является полицейским»).
- Реабилитация животных.
- Установление государственных учреждений для слабоумных депутатов.
- Повторное введение инквизиции.
- Святость духовенства и Церкви («Если девушка-школьница лишена девственности священником»).
- Обязательное введение алкоголизма.

Партия проводила многочисленные встречи, на которых среди других присутствовали Макс Брод и Франц Кафка. Эти многочасовые заседания проходили под пиво и состояли из спектаклей, которые разыгрывал «кандидат Гашек», раздавая множество обещаний и критикуя других кандидатов. В своих предвыборных речах, высмеивающих саму существующую политическую жизнь, он вовсю использовал анекдотические истории вроде тех, которые постоянно будет использовать позже его персонаж Швейк. Заканчивал свои выступления Гашек обычно словами в стиле: «Граждане! Голосуйте только за Партию умеренного прогресса в рамках закона, которая вам гарантирует всё, что хотите: пиво, водку, сосиски и хлеб!»
Заседания партии не оставались без внимания и политических конкурентов Гашека, которые приходили в ресторан повеселиться и вдоволь посмеяться. Полиция также посещала заседания партии: впрочем, если верить партийному лидеру, первый же тайный агент был сразу раскрыт и, поняв, что никто из присутствующих не станет свидетельствовать против Гашека, «отделался» тем, что купил для присутствовавших 50 кружек пива. Комиссар полиции, не поверив докладу непроспавшегося агента, отправился на следующее заседание сам. После чего взял небольшой отпуск, а на очередное заседание отправил двух своих недоброжелателей, также полицейских чиновников. В результате один из этих полицейских чинов допился до такой степени, что стал кричать о том, что в полиции работают одни бюрократы, подлецы и доносчики. Скандал замяли, отправив перепившего полицейского в санаторий как «переутомившегося на работе».
Франтишек Лангер написал специально для кампании партийный гимн:
Миллион кандидатов пришли, 

чтоб обмануть честных людей.

Голоса данные избирателям

охотно хотят отобрать.

И если другие хотят быстрого прогресса, 

насилием подорвать мировой порядок.

Мы хотим умеренного прогресса, 

И пан Гашек наш кандидат.
Оригинальный текст (чешск.)"Milión kandidátů vstalo,

by oklamán byl bodrý lid,

by voličstvo jim hlasy dalo

prý ochotně je chtějí vzít.

Ať prudký pokrok chtějí jiní,

násilím zvracet světa řád,

my pokrok mírný chceme nyní,

pan Hašek je náš kandidát! 

Агитационные листовки и плакаты партии содержали такие призывы: «Избиратели, протестуйте вашими бюллетенями против землетрясения в Мексике», «Нам не хватает пятнадцати голосов», «Каждый из наших избирателей получит маленький карманный аквариум».
После подсчёта голосов в округе Винограды, где проголосовало около 3000 человек, оказалось, что за партию было отдано только 38 голосов, причём в одном журнале было указано ещё меньшее число — 16 голосов. Газета «Час» сообщила 15 июня 1911 года в их «ежедневной хронике»: «Ничего о судьбе этого кандидата неизвестно, и K.k. пресс-служба не выдала никаких новостей о нём. Кандидат, однако, намерен протестовать». Молчание Императорской королевской избирательной комиссии быстро прояснилось — стало понятно, что кандидат Гашек не был официально зарегистрированным, и те несколько голосов в пользу Гашека поэтому считались недействительными. Тем не менее, член партии Франтишек Геллнер 17 июля 1911 года в журнале «Karikatury» дал положительное заключение по поводу избирательной кампании:

Стоит предположить, что активная агитация Партии умеренного прогресса в рамках закона к следующим выборам увеличит число голосов в десять раз, австрийский парламент в ближайшее время будет распущен еще несколько раз, и можно не сомневаться, кандидат от Партии умеренного прогресса в рамках закона через несколько лет пройдёт в парламент.

### Дальнейшее развитие
В 1913 году в пражском районе Жижков, в ресторане «На сметане», состоялся первый партийный съезд, на котором присутствовало лишь несколько членов партии. Когда лидер партии случайно сел на фуражку наблюдающего за мероприятием комиссара полиции, съезд был распущен. Гашек заявил что это стало началом «многолетних гонений на партию». Эпизод, вероятно, мистифицирован.
После начала Первой мировой войны, в феврале 1915 года Гашек был призван в армию и мобилизован на фронт, а в сентябре 1915 года сдался в русский плен. В 1916 году он присоединился к Чехословацкому Легиону, но в 1918 году вступил в РКП(б) и дезертировал в Красную Армию, побывав в самых разных ролях солдата, агитатора, коменданта Бугульмы, редактора нескольких большевистских газет, депутата Иркутского горсовета и красного комиссара политотдела 5-й Сибирской армии. В декабре 1920 года по фальшивыми документам Гашек вернулся в Прагу, где его не ждали: ещё со времен сдачи в плен в прессе регулярно появлялись некрологи на его смерть. Один из приятелей Гашека вручил ему по возвращении целую коллекцию подобных сообщений.

Вернувшись на родину, я узнал, что был трижды повешен, дважды расстрелян и один раз четвертован дикими повстанцами киргизами у озера Кале-Исых. Наконец меня окончательно закололи в дикой драке с пьяными матросами в одесском кабачке.

В 1921 году, в большом зале ресторана «Югославия» в районе Жижков состоялся партийный съезд, на котором присутствовало около 300 человек. Кульминацией съезда стало единодушное принятие резолюции по внешней политике, в которой, в связи с безнадежной ситуации в мире, была высказана необходимость взорвать земной шар.
Хотя в газетном объявлении было объявлено, что состоится Третий (тайный) съезд партии, в 1921 году партия прекратила существование. Это было связано с плохим состоянием здоровья основателя и председателя партии Ярослава Гашека (к тому времени также члена Коммунистической партии Чехословакии), который в августе 1921 года удалился в Липнице-над-Влтавой, где до своей смерти в январе 1923 года дописывал роман «Похождения бравого солдата Швейка».

## Реальность и литературная обработка
Помимо литературной обработки Ярослава Гашека, существуют многочисленные современные партии газетные и журнальные статьи, в которых описывается её деятельность. Кроме того, партия неоднократно упоминается в воспоминаниях членов партии и современников и в научных работах.
С осени 1911 года до апреля 1912 Гашек работал над книгой «Политическая и социальная история партии умеренного прогресса в рамках закона». Это отчасти рассказы о вымышленных событиях в форме юморесок, в том числе почти 30 о более или менее известных завсегдатаях кабачка «У золотого литра» в районе Винограды. Эти рукописи были куплены в 1912 году пражским издателем Карелом Лочаком (Ločák), но не опубликованы, поскольку тот боялся проблем с описанными в рассказах лицами. Следующий владелец рукописи, Алоис Хатина, друг Гашека, опубликовал в 1924—1925 годах только десять текстов в журнале «Směr». Однако память о партии сохранилась. В 1928 году социал-демократическая газета «Právo Lidu», критикуя Коммунистическую партию Чехословакии, иронически вопрошала: «Не является ли партия коммунистов Республики Партией умеренного прогресса в рамках закона?»
В 1930-е годы доступ к рукописи получил Юлиус Фучик, он высоко оценил произведение и в 1937 году начал публиковать его в коммунистической газете «Rudé Právo», написав предисловие. После выхода четверти рукописи (23 глав) её владелец, состоявший членом национально-социальной партии, взял своё разрешение на публикацию назад после выхода глав, затрагивавших эту партию. Во время Второй мировой войны частная библиотека, где хранилась рукопись, была полностью уничтожена. Однако до этого владелец отдал её на время биографу Гашека Вацлаву Менгеру (Václav Menger), из-за чего она и уцелела. Полностью книга вышла в 1963 году в Чехии, в 1971 году в немецком переводе, включив 79 глав и введение. В приложении к этому издания приведены ещё два текста, очевидно, написанные Гашеком для избирательной кампании 1911 года, а также записанные выступления Франтишека Лангера и Йозефа Маха.

## Правовой статус партии
С современной точки зрения кажется необычной степень несерьёзности партии. Это было связано с презрением участников партии, бывших анархистами и левыми радикалами, к тогдашней политической системе «лоскутной империи» и невозможностью демократического участия многих политических сил в жизни страны. В тогдашней юридической практике, ввиду отсутствия специализированного закона, не было чёткой концепции партий, это могли быть и политические «клубы» и «ассоциации» и тому подобное. Закон о партиях был принят в Австрии лишь в 1975 году. До того момента любая организация, посредством простой декларации о создании партии или «договора о совместной деятельности» попадала под правила «Закона об объединениях».
С 1867 года партии, клубы и ассоциации не обязаны были запрашивать разрешение на деятельность, а существовали по уведомительному принципу. Тем не менее авторитарный режим предписывал многочисленные дисциплинарные меры, «Закон об общественных объединениях» обязывал партии давать отчёт о всех мероприятиях партии или клуба и определял над ними официальный надзор. Последнее состояло в наблюдении со стороны полицейских органов, с которым часто сталкивалась и Партия умеренного прогресса. Контролирующие чиновники и полицейские действительно имели право распустить собрание, хотя им было запрещено вмешиваться в спор или говорить с кем-то, кроме председателя собрания. Это значительно ограничивало агитационные возможности Партии умеренного прогресса в рамках закона:
Под импровизированным подиумом стоял длинный стол, за которым с серьезными лицами заседали руководители этой партии, их исполком. На подиуме, за маленьким столиком с еще более серьезными лицами сидели молодой председатель и комиссар полиции. Рядом с ними стоял Гашек и готовил «предвыборную речь». […] Зал расхохотался. И комиссар полиции, который абсолютно не понимал, что происходит на самом деле, выглядел растерянным, не зная, должен ли он здесь вмешаться.

## Оценки
По поводу мотивов, стоявших за организацией Партии умеренного прогресса, существует широкий научный консенсус. Автор и издатель Гюнтер Ярош (англ. Günther Jarosch) видит в качестве движущей силы социальную критику и высмеивание оппортунистических политиков, их «гиперлояльности». Это стало основой для поддержки провокационных мероприятий партии чешской культурной элитой Праги, что также понятно в контексте старых национальных проблем Чехии в Австрийской империи. Политолог Эккехарт Книппендорфф (нем. Ekkehart Krippendorff) подчеркнул, что в этой смеси шутки и полной серьёзности моральная путаница политики того времени была доведена до крайней точки. Лишь исследователь Гашека Густав Яноух (чеш. Gustav Janouch) считал партию исключительно своего рода пьяной шуткой, придуманной с целью увеличения продаж алкоголя в ресторане «Коровник» Сын Ярослава Гашека — Рихард (родился в 1912) утверждал прямо противоположное: «Мой отец говорил, что выборы 1911 были очень серьёзными и что он получит необходимое количество голосов. После поражения на выборах он был очень разочарован и подавлен».
Филолог Вальтер Шамшула считает что мишенью Гашека стали буржуазные табу, причём он их нарушал не только в отношении австро-венгерского парламентаризма и политической верхушки, но в отношении собственного лица. Поэтому Гашек в своей критике не делает исключения ни для самого себя, ни для своей партии — в своих анекдотических рассказах он высмеивает и свою готовность лгать в корыстных целях или отрицать собственные политические убеждения.
Гизела Рифф подчеркивает «импровизированный» характер выступлений Гашека. В основном, Гашек свободно импровизировал в своей речи, таким образом, связывая в длинные цепочки ассоциаций факты с вымыслом, важное с бессмысленным, серьёзное с шуткой. Так, Гашек говорил в своей предвыборной речи:

О нас пекутся законы об общественном порядке и органы безопасности, без их надзора у нас не выпадает даже волос с головы. Это прогресс. Давайте посмотрим, как в другом месте, в Китае, например, органы безопасности головы людям отрубают — мы должны ввести это в нашей стране, и это будет прогресс.

При этом с увеличением продолжительности выступлений речи становились всё абсурдней:

Друзья, мы находимся в той точке, где раньше не бывали. Это как с тем человеком, который хотел приехать в Ческе-Будеёвице и сел на поезд в обратном направлении. Он был пойман проводником во втором классе, хотя у него был билет третьего класса, и в Бакове его выбросили из поезда. И потому, как уже сказал один из пионеров нашей партии, господин Галилео Галилей: «И всё же она вертится», я говорю: «Унесите это, пани Боженка, и, пожалуйста, принесите ещё по кругу: три больших пива для меня, тминной водки для Опоченского, четверть белого вина для Лангера, пива и Мадагора для Дивиша, и минеральной воды для Готвальда». Это доказательство слов Галилея «И всё же она вертится» и это явные доказательства, что Партия умеренного прогресса в рамках закона знает, что она победит и её не волнует, чего хотят избиратели.

Рифф, как и другой лингвист и переводчик Яна Халамичкова (чеш. Jana Halamíčková), провели параллели между мероприятиями партии и такими художественными действиями, как хеппенинг, дадаизм и перформанс с участием аудитории. Таким образом, Партия умеренного прогресса стала одной из предшественниц новых форм политического активизма, появившихся во время протестов 1968 года, и участвовала в формировании новой альтернативной культуры, ставящей под сомнение политические институты, что в конечном итоге привело к новым формам участия граждан в политике.